# Украинский институт книги
Украинский институт книги (укр. Український інститут книги) — государственное учреждение при Министерстве культуры и информационной политики Украины, основанное в 2016 году с целью формирования государственной политики в книжной отрасли, популяризации книгочтения в Украине, поддержки книгоиздания, поощрения переводческой деятельности и популяризации украинской литературы за рубежом.

## История
Украинский институт книги был создан в 2016 году. Первым «исполняющим обязанности» директора учреждения был избран Ростислав Семкив, а в июне 2017 года у института появился «официальный» директор — Татьяна Терен. Ей удалось заложить основы деятельности нового учреждения — подготовить документацию и организовать условия работы. Через шесть месяцев Терен покинула свой пост. До того как был избран следующий директор обязанности руководителя института исполняли Сергей Ясинский, затем Руслан Мироненко. По итогам нового конкурса, который состоялся 26 июля 2018 года, победителем стала Александра Коваль, директор некоммерческой организации «Форум издателей». 10 октября 2018 года она начала работу в должности исполняющей обязанности директора. 12 декабря Александра Коваль была официально назначена на эту должность.

## Деятельность

### Функции
- финансирование переводов на украинский и на иностранные языки;
- реализация государственных программ, связанных с популяризацией и поддержкой чтения;
- организация и проведение конкурсов на издание за государственный счет ещё не изданных книг;
- реализация резидентских программ для художников;
- инициирование исследований и опросов, имеющих отношение к издательскому сектору Украины, прогнозирование его развития;
- поддержка украинских и зарубежных издательств, занимающихся популяризацией книг на украинском языке;
- разработка и организация мероприятий в поддержку украинского книгоиздания;
- установление связей между издательскими фирмами;
- сотрудничество со СМИ[10].

### Участие в проектах
1. Продвижение украинской литературы за рубежом — международные проекты, участие в зарубежных книжных ярмарках, создание глобальной сети партнёров и пользователей, интересующихся украинской литературой
2. Программа поддержки переводов, способствующая появлению переводов украинской литературы путём предоставления грантов иностранным издателям
3. «Украинская книга» — программа, поддерживающая и способствующая развитию украинского книжного рынка посредством финансирования новых изданий
4. «Электронная библиотека» — проект по созданию полной электронной базы данных украинской классики, новых книг и редких изданий, доступных для всех
5. Программа развития чтения на Украине – ряд национальных проектов, направленных на повышение уровня и качества чтения
6. Программа пополнения публичных библиотек – пополнение фондов публичных библиотек по всей Украине современными изданиями

### Программа пополнения публичных библиотек
В 2018 году Украинский институт книги полностью выполнил программу пополнения публичных библиотек, которая началась 5 октября. На её реализацию государство выделило 120 млн гривен за счёт перераспределения средств программы «Украинская книга». Коллективу Института удалось реализовать её в предельно сжатые сроки.
В 2018 году институт получил на рассмотрение 2779 заявок от 137 издательств. Экспертный совет выбрал 741 книгу для приобретения за государственный счёт. Состоялись заседание конкурсной комиссии, переговорные процедуры с издательствами, заседание Наблюдательного совета, публикация договоров, заключённых в системе ProZorro. По итогам программы публичные библиотеки получили 984 449 печатных экземпляров от 91 издательства на сумму 114 397 900 гривен.

## Международные события

### Франкфуртская книжная ярмарка
Экспозиция национальных стендов на книжных ярмарках и фестивалях за рубежом – одна из основных задач Института. В 2018 году важным достижением стало успешное участие Украины в Франкфуртской книжной ярмарке, крупнейшем издательском мероприятии в мире.

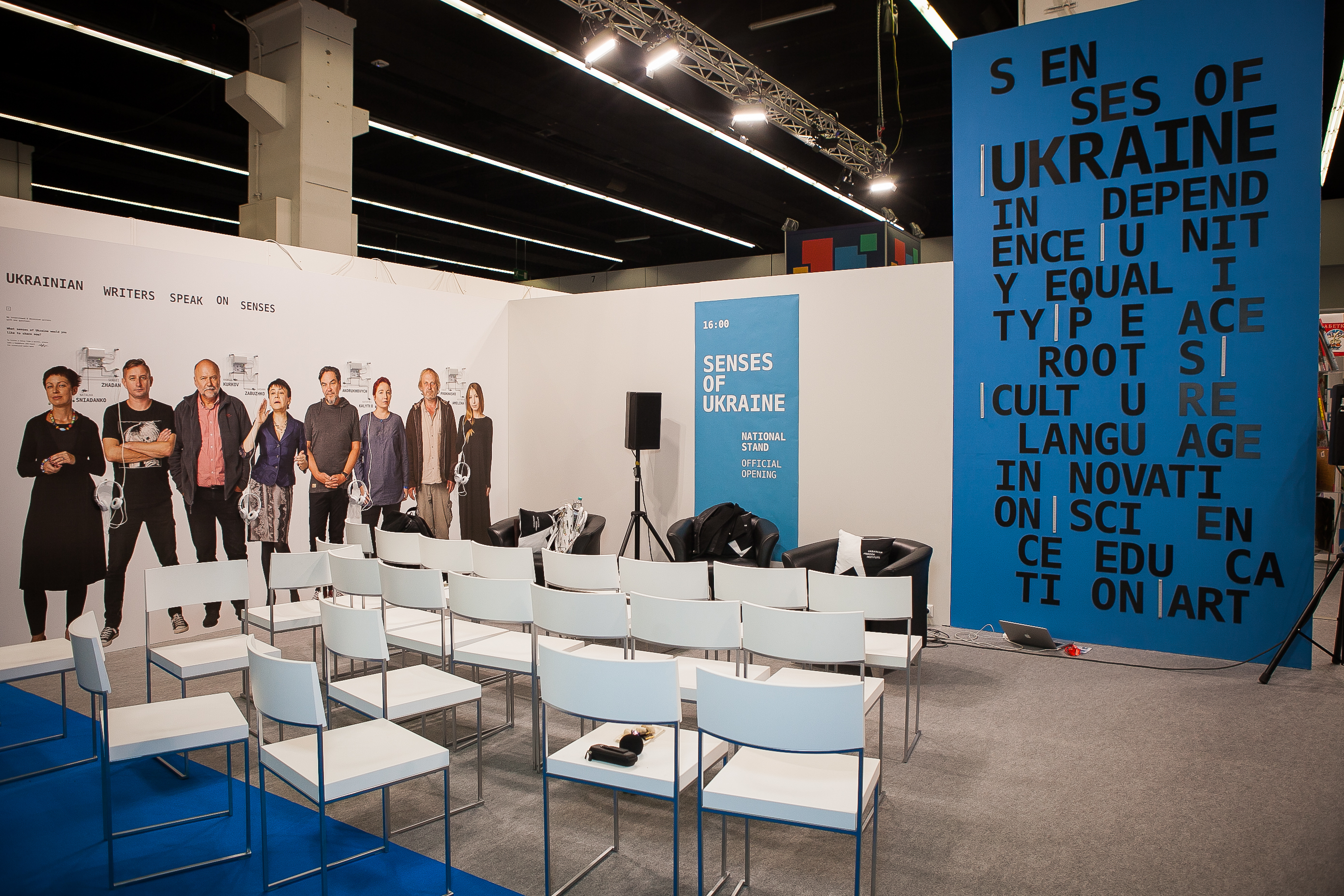
«Ощутить Украину» — слоган украинского стенда на Франкфуртской книжной ярмарке в 2018 году

Слоган украинского стенда в 2018 году — «ВідЧУТИ Україну» (с укр. — «Ощутить Украину»). В нём заключён двойной смысл — «ощущение» и «значение». Организаторы рассказывали об Украине с помощью базовых ощущений: слуха, зрения, осязания и вкуса. Визуальную концепцию украинского стенда разработал Андрей Линик, медиахудожник, искусствовед, куратор мультимедийных проектов. 
В выставочном зале площадью 140 квадратных метров можно было увидеть портреты самых известных украинских писателей в полный рост и услышать, что означает для них «ощутить Украину». Также при участии «Арсенала искусств» была разработана интерактивная VR-зона «Знакомство с Тукони» по мотивам книг Оксаны Булы «Тукони – жительница леса», «Бизон ищет гнездо» и «Медведь не хочет спать».
На открытии украинского стенда присутствовал вице-президент книжной ярмарки Тобиас Восс. Он приветствовал гостей вместе с вице-премьер-министром Украины Павлом Розенко, заместителем министра культуры Юрием Рыбачуком и председателем Ассоциации издателей и книгораспространителей Александром Афониным.
Одним из самых ярких событий ярмарки стала презентация украинских иллюстраторов, неоднократно признанных за рубежом. Их работы были представлены на стенде и в отдельном каталоге.

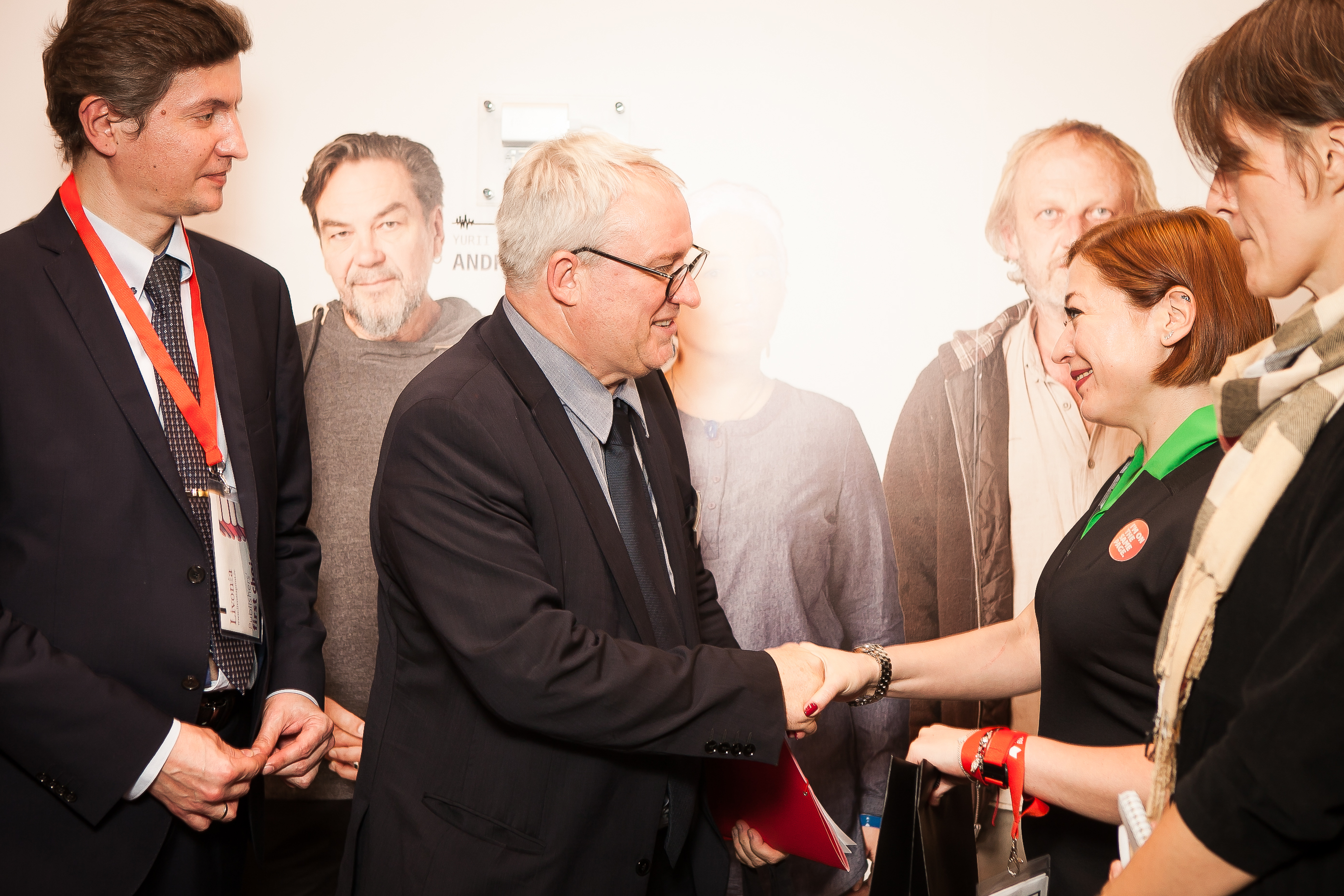
Тобиас Восс, вице-президент Франкфуртской книжной ярмарки, приветствует представителей Украины.

Вместе с Украинским институтом книги во Франкфурт отправились 16 издательств: Издательский дом «Старый лев», «Фолио», «Клуб семейного досуга», «Наш формат», «Издательство Ивана Малковича» — «А-ба-ба-га-ла-ма-га», «Книги Богдана», «Фонтан сказок», «Саммит-книга», «КМ книги», «Перун», «Яркие книги», «Лебедь», «Арт-Нация», «Мамино» и Агентство культурного развития.
Участники украинской программы в рамках Франкфуртской книжной ярмарки:
- Сергей Плохий — историк, профессор Гарвардского университета, автор книг «Ворота Европы», «Чернобыль: история трагедии», «Казацкий миф»;
- Юрий Дуркот - лучший переводчик Германии (2018);
- Катерина Калитко — украинская поэтесса и прозаик, автор многочисленных поэтических произведений и сборника рассказов «Земля загубленных»;
- Виктория Амелина — украинский писатель, автор книг «Дом для Дома» и «Это сделала война»;
- Евгений Стасиневич - литературный критик;
- Мустафа Джемилев — Уполномоченный Президента Республики Крым по делам крымскотатарского народа, общественный деятель, диссидент, политзаключённый;
- Алим Алиев - журналист, общественный деятель, основатель организации «Крым SOS» и центра «Крымский дом во Львове», автор книги «Мустафа Джемилев: несокрушимый».

Важным направлением Франкфуртской ярмарки стала кампания «On the same page», посвящённая 70-летию принятия декларации прав человека. В пределах своих границ Украина организовала акцию в поддержку украинских политзаключенных, удерживаемых на территории Российской Федерации. Известные писатели прочитали рассказы Олега Сенцова и устроили молчаливую акцию протеста перед российским стендом.

### Пражская книжная ярмарка «Мир Книги 2018»
Институт книги совместно с Посольством Украины в Чехии организовал национальный стенд на Пражской книжной ярмарке «Мир Книги 2018». Впервые в ней приняло участие культурное учреждение, ранее стенд был организован украинцами, проживающими в Чехии, и представителями диаспоры.
В Пражской ярмарке приняли участие 11 издательств: «А-ба-ба-га-ла-ма-га», «Наш формат», «Издательский дом Old Lion», «Комора», «Выдавництво», «Перун», «Яркие книги», «Издательство Nebo Booklab», «Око», «Книжный Шеф» и литературный конкурс «Коронация слова». Украину представляли писатели Катерина Калитко, Ирина Цилык, Артём Чех и Татьяна Малярчук. 
Украинский стенд посетили министр культуры Чехии Илья Шмид, посол Украины в Чехии Евгений Перебийнис и директор Государственного института книги «Чешская литература» Онжай Буддеуш.

## События на Украине

### Форум издателей
Украинский институт книги совместно с общественной организацией «Форум издателей» выступили организаторами мероприятий 25-го Книжного форума.
Самым громким событием стало проведение «BookUp Night», в ходе которого специалисты издательского дела рассказали о своих самых смешных профессиональных неудачах. В нём приняли участие Иван Малкович, директор издательства «А-ба-ба-га-ла-ма-га», писатель Оксана Забужко, бывший главный редактор Украинского Эсквайра» Алексей Тарасов, журналист и переводчик Ирина Славинская и директор издательства «Наш Формат» Антон Мартынов.
Украинский институт книги организовал также обсуждение фильма Дикое поле по бестселлеру Сергея Жадана «Ворошиловград». Режиссёр фильма Ярослав Лодыгин пообщался с Алексеем Тарасовым, представителями киностудии «Film UA» и автором книги об искусстве на стыке литературы и кино. Кроме того, Лодыгин представил кадры из фильма, который вышел в прокат 8 ноября 2018 года.

### Креативная Украина
В рамках форума «Креативная Украина» команда Украинского института книги выступила соорганизатором семинара «Путеводитель издателя: Как покорить Европу». В мероприятии приняла участие Джакс Томас, директор Лондонской книжной ярмарки, впервые посетившая Украину. Во время её приезда обсуждалось участие украинского стенда в Лондоне. Кроме того, Томас поделилась своим опытом проведения масштабных литературных мероприятий.
В семинаре также приняла участие Ольга Бжезинская, президент фонда «Краков — город литературы», член правления фонда «Новое искусство ZNACZY SIĘ», директор программ литературных фестивалей. В рамках четырёх встреч, проведённых по приглашению Украинского института книги, она рассказала украинским издательствам, как найти своё место на рынке и развить собственный бренд, приняла участие в панельной дискуссии; в ходе сессии обсудила вопросы с посетителями форума, а также провела публичное интервью с Джакс Томас.

### «Восток читает»
Украинский институт книги стал партнеёром проекта «Восток читает», в рамках которого современные украинские писатели посетили ряд библиотек Луганской и Донецкой областей. При посредничестве института библиотеки получили более двух тысяч украинских книг. В проекте приняли участие около 30 библиотек в 15 населённых пунктах. Организатор: Благотворительный фонд Сергея Жадана при поддержке Международного фонда «Возрождение».
Сергей Жадан, Андрей Курков, Евгений Положий, Иван Андрусяк и Таня Стус побывали в Старобельске, Станице Луганской, Счастье и Сватово.
Они встречались со взрослыми и детьми в местных библиотеках, ставших здесь центрами общественной и культурной жизни. Библиотекари и читатели получили возможность пообщаться с авторами книг, переданных библиотекам их городов в рамках программы пополнения фондов общедоступных библиотек.